# Apartment
Apartment foi um quarteto de rock alternativo de Londres, Inglaterra formado em 2005.
A banda começou a aparecer no cenário alternativo ao entrar em turnê com The Bravery, Delays, Editors, Jimmy Eat World, British Sea Power, entre outros. Entretanto, a banda ficou mais conhecida por empreender uma turnê na França ao lado do The Kooks. Seu álbum de estréia, The Dreamer Evasive, foi lançado em 2007, e a música "Fall Into Place" faz parte da trilha sonora do jogo FIFA 08.